# Steve McCabe
Stephen James McCabe (né le 4 août 1955) est un homme politique britannique qui est député de Birmingham Selly Oak de 2010 à 2024. Membre du Parti travailliste, il a auparavant représenté Birmingham Hall Green de 1997 à 2010. Il entre à la chambre des Lords en février 2025.

## Jeunesse
Né dans la ville de construction navale de Port Glasgow sur la rivière Clyde, McCabe fréquente le lycée de Port Glasgow avant d'étudier au Moray House College (plus tard appelé Moray House School of Education) à Édimbourg, où il obtient un diplôme en études sociales (certificat Qualification Social Work) en 1977 et est diplômé en tant que travailleur social .
Il travaille comme travailleur social à Wolverhampton pendant six ans à partir de 1977, et de 1978 à 1982, il est délégué syndical à la National and Local Government Officers Association. En 1983, il est nommé directeur du Prieuré de Thatcham, offrant des alternatives aux soins et à la garde des jeunes, pour les services sociaux de Berkshire. Il quitte le Prieuré en 1985 et retourne à l'éducation, obtenant une maîtrise en travail social à l'Université de Bradford en 1986.
Après avoir obtenu son diplôme, il travaille comme chargé de cours en services sociaux au North East Worcestershire College de Redditch. En 1989, il devient éducateur à Solihull jusqu'en 1991, date à laquelle il est nommé conseiller pédagogique du Conseil central pour l'éducation et la formation en travail social (maintenant appelé Conseil général de la protection sociale). Il reste à ce poste jusqu'à son élection à la Chambre des communes.
Il est élu conseiller du conseil municipal de Birmingham en 1990 et sert jusqu'en 1998, période pendant laquelle il est président du comité des services techniques de la ville (les routes sont sa fonction principale).

## Carrière parlementaire

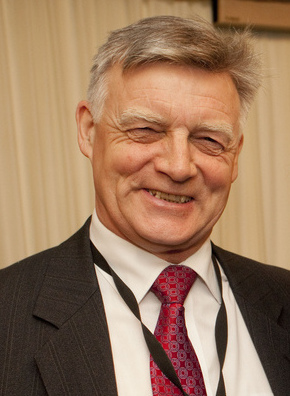
McCabe en 2011

McCabe est élu député travailliste de Birmingham Hall Green aux élections générales de 1997 battant le conservateur Andrew Hargreaves par 8 420 voix. C'est la première fois qu'un député travailliste occupe le siège.
Il est secrétaire parlementaire privé de Charles Clarke en sa qualité de secrétaire d'État à l'Éducation et aux Compétences (2003–2004) et de ministre de l'Intérieur (2004–2005). Il rejoint le bureau des whips du gouvernement en 2006 en tant qu'adjoint et, à partir de 2007, il est lord commissaire au Trésor (un whip à part entière). Il siège à divers comités restreints, notamment le Comité restreint des affaires d'Irlande du Nord (1998-2003) et le Comité restreint des affaires intérieures (2005-2006 et 2010-2013).
En octobre 2006, il est candidat pour le siège redessiné de Birmingham Selly Oak, qui incorpore une grande partie de son siège existant. À la suite de l'annonce par Lynne Jones, la députée de Selly Oak, en janvier 2007 qu'elle se retirerait aux prochaines élections, il est désigné candidat.
Il est réélu, à Selly Oak, aux élections générales de mai 2010 .
De 2013 à 2015, il est ministre fantôme de l'Éducation au sein du Cabinet fantôme de Ed Miliband .
McCabe appelle en 2013 à la tenue d'un référendum sur le maintien dans l'UE "dès que possible", déclarant qu'il se trouve "en désaccord avec son parti" sur la question . McCabe se joint à 18 autres députés travaillistes pour soutenir un référendum sur l'Europe lors d'un vote à la Chambre des communes provoqué par des députés conservateurs rebelles .
Il ne se représente pas en 2024. Il est fait pair à vie et entre à la chambre des Lords le 7 février 2025.